# 渡辺美佐 (声優)
渡辺 美佐（わたなべ みさ、1964年4月30日 - ）は、日本の女性声優、ナレーター。東京都出身。青二プロダクション所属。

## 略歴
桐朋学園芸術短期大学演劇学科卒業。バオバブ学園出身（5期生）。以前はぷろだくしょんバオバブに在籍していた。

## 人物・特色
音域はC。
母親役が多い。
資格・免許は普通自動車免許、ヒプノセラピスト。趣味は政治経済、インテリアコーディネート。特技は料理、ガーデニング。
『ER緊急救命室』で共演した女優・声優の山像かおりと「羽衣1011」（はごろもいちまるいちいち）という企画集団を立ち上げ、二人芝居を演じてもいる。

## 出演
太字はメインキャラクター。

### テレビアニメ
1990年
- ジャングルブック・少年モーグリ（村人たち、オオカミA、雌オオカミA）

1991年
- コボちゃんスペシャル 夢いっぱい!!（レジ係）
- 魔法のプリンセス ミンキーモモ（ママ）

1992年
- あしたへフリーキック（佐久間リョウコ）
- 見ると強くなる 痛快!横綱アニメ ああ播磨灘（貴恵）

1993年
- コボちゃん

1994年
- とっても!ラッキーマン（1994年 - 1995年、追手内伊八代、いじめっこB、子供）
- メタルファイターMIKU（花鳥風月・花子）

1995年
- オズ・キッズ（カカシボーイ）
- それいけ!アンパンマン（ハニー〈4代目〉、タオルくん）
- ふしぎ遊戯（唯の母）
- ルパン三世 ハリマオの財宝を追え!!

1996年
- 赤ちゃんと僕（榎木由加子、藤井明美、ひとみ先生〈初代〉）
- エルフを狩るモノたち（1996年 - 1997年、オーナー、女性サンタ） - 2シリーズ
- 快傑ゾロ（マリーナ、伯爵令婦人）
- 超者ライディーン（母親）
- B'T-X（B'Tマドンナ）

1997年
- CLAMP学園探偵団（真辺先生）
- はれときどきぶた（矢玉アナ、黒矢玉、町屋のおばさん 他）
- マッハGoGoGo（ジョアンナ）
- YAT安心!宇宙旅行（看護婦）

1998年
- 銀河漂流バイファム13（アン・ホルテ）
- 時空転抄ナスカ（受付嬢）
- たこやきマントマン（パトラ、妻）
- ドラえもん（テレビ朝日版第1期）（太郎の母、主婦）
- バブルガムクライシス TOKYO 2040（シリアの母）
- MASTERキートン（アンナ）
- ヨシモトムチッ子物語（アメンボヤベ）

1999年
- GTO（藤森先生）
- KAIKANフレーズ（佐倉綾子）
- ジバクくん（ジャンヌ）
- Bビーダマン爆外伝V（パトラボン女王）
- 週刊ストーリーランド（1999年 - 2000年、主婦、女E、飼い主）

2000年
- 学校の怪談（桃子の母）
- 金田一少年の事件簿（パトリシア・オブライエン）
- クレヨンしんちゃん（2000年 - 2007年、司会者、コーチ 他）
- ゲートキーパーズ（島村先輩）
- 幻想魔伝 最遊記（観世音菩薩）
- タイムボカン2000 怪盗きらめきマン（マスカラ、コンピューターの声）
- ドッとKONIちゃん（ナゾバー、エミー）
- 名探偵コナン（2000年 - 2004年、新倉弓子、主婦B）

2001年
- キャプテン翼（第3作）（2001年 - 2002年、ロベルトの母、美子の母）
- キョロちゃん（冷蔵庫）
- X-エックス-（真神時鼓）
- ジーンシャフト（レジスタ・アン）
- フィギュア17 つばさ&ヒカル（翔の母親）
- ONE PIECE（2001年 - 2024年、ネフェルタリ・ビビ〈ミス・ウェンズデー〉）

2002年
- あたしンち（2002年 - 2003年、美容師、会社員、店員）
- 釣りバカ日誌（2002年 - 2003年、浜崎みち子）
- NARUTO -ナルト-（2002年 - 2006年、ツナミ、花月月子）
- 炎の蜃気楼（浅岡麻衣子）

2003年
- 明日のナージャ（マリー）
- 君が望む永遠（宇都木涅沙）
- ギルガメッシュ（江沼エリ子）
- わがまま☆フェアリー ミルモでポン! ごおるでん（小金持透子）

2004年
- アガサ・クリスティーの名探偵ポワロとマープル（クリス）
- ヒットをねらえ!（浅見麗子）
- LOVE♥LOVE?（浅見麗子）
- 北へ。〜Diamond Dust Drops〜（真由美）
- サムライガン（雷火）
- ふたつのスピカ（かさねの母）
- ブラック・ジャック（看護師）
- MONSTER（未亡人）

2005年
- アニマル横町（しーちゃん）
- CLUSTER EDGE（レニエル家親族）
- 絶対少年（土岐宮はな）
- バジリスク 〜甲賀忍法帖〜（朱絹）
- ビューティフル ジョー（ダイアナ）
- BLOOD+（岡村の母）

2006年
- エア・ギア（京）
- おとぎ銃士 赤ずきん（2006年 - 2007年、サンドリヨン）
- おろしたてミュージカル 練馬大根ブラザーズ（女医）
- 金色のコルダ〜primo passo〜（教頭）
- 結界師（多頭）
- 出ましたっ!パワパフガールズZ（姫子のメイド、みやこの祖母）
- 働きマン（白川緑子）
- パピヨンローゼ New Season（オオミカミ）
- ひぐらしのなく頃に（2006年 - 2007年、間宮リナ） - 2シリーズ
- 冒険王ビィト エクセリオン（マチルダ）

2007年
- 古代王者 恐竜キング Dキッズ・アドベンチャー（2007年 - 2008年、ウサラパ） - 2シリーズ
- さぁイコー! たまごっち（やったっち）

2008年
- ゲゲゲの鬼太郎（第5作）（針女）
- シゴフミ（落合編集長）
- 西洋骨董洋菓子店 〜アンティーク〜（漆原）
- 秘密 〜The Revelation〜（佐々木恵津子）
- ヒャッコ（勢川先生）
- 魔法遣いに大切なこと 〜夏のソラ〜（礼子）
- 魍魎の匣（長尾郁子）

2009年
- あにゃまる探偵 キルミンずぅ（羽鳥ミサ）
- グイン・サーガ（サラ）
- 空中ブランコ（和美）
- こんにちは アン 〜Before Green Gables（エドナ・ゴドフリー、ジョアンナの母）
- 蒼天航路（何太后）
- 夏目友人帳 シリーズ（2009年 - 2016年、紅峰） - 3シリーズ
- ねぎぼうずのあさたろう（うりのおそよ）
- フレッシュプリキュア!（ノーザ / 北那由他、ノーザ・クライン）
- リストランテ・パラディーゾ（ガブリエッラ）

2010年
- NARUTO -ナルト- 疾風伝（ツナミ）

2011年
- C（沢村協子）

2012年
- ちびまる子ちゃん（かず子）
- デジモンクロスウォーズ 〜時を駆ける少年ハンターたち〜（プレシオモン）

2015年
- 機動戦士ガンダム 鉄血のオルフェンズ（朋巳・バーンスタイン）
- ワールドトリガー（2015年 - 2022年、加古望） - 2シリーズ

2016年
- 機動戦士ガンダムUC RE:0096（レイアム・ボーリンネア）

2019年
- フルーツバスケット（花島の祖母）

2021年
- ひぐらしのなく頃に卒（間宮リナ）

2022年
- オンエアできない!（ナレーター白鳥）
- 連盟空軍航空魔法音楽隊ルミナスウィッチーズ（フェリシア・ルイーザ・グレスリー）
- デジモンゴーストゲーム（サラマンダモン）

### 劇場アニメ
1996年
- はむこ参る!（妻）
- ルパン三世 DEAD OR ALIVE

1999年
- ドラえもん のび太の結婚前夜（女の子）

2002年
- ONE PIECE 夢のサッカー王!（ネフェルタリ・ビビ）

2005年
- ONE PIECE THE MOVIE オマツリ男爵と秘密の島（リリー・カーネーション）

2007年
- ONE PIECE エピソードオブアラバスタ 砂漠の王女と海賊たち（ネフェルタリ・ビビ）

2010年
- 映画 プリキュアオールスターズDX2 希望の光☆レインボージュエルを守れ!（ノーザ / 超獣化ノーザ）

2011年
- 豆富小僧（三毛姉さん）

2023年
- 劇場版 シルバニアファミリー フレアからのおくりもの（ナレーター）

### OVA
1990年
- 新カラテ地獄変（フォアラの姉）

1991年
- 柔道部物語（女生徒A）
- ドラゴンナイト（ジェーン）

1992年
- 究極のSEXアドベンチャー カーマスートラ（ナーガの女）
- 万能文化猫娘（母）
- マグマ大使（アナウンサー）

1993年
- Rance〜砂漠のガーディアン〜（ウィルス）

1995年
- 学校の幽霊

1997年
- B'T-X NEO（B'Tマドンナ）
- 八雲立つ（戸田千夏）

1998年
- 新・男樹（舞）
- BADBOYS5（康男の妻）

1999年
- 思春期美少女合体ロボ ジーマイン（ゆりこ）

2001年
- ぷにぷに☆ぽえみぃ（アナウンサー）

2004年
- インタールード（三枝美也子）
- 大YAMATO零号（ハグロ・ヨウ）

2005年
- アンパンマンとはじめよう! 勇気りんりん! みんなの一日（キツネ先生）
- イリヤの空、UFOの夏（浅羽の母）
- おとぎ銃士 赤ずきん（サンドリヨン）
- 鴉 -KARAS-（土蜘蛛）

2007年
- 銀河鉄道物語 〜忘れられた時の惑星〜（リオナ）

2010年
- 機動戦士ガンダムUC（レイアム・ボーリンネア）

2011年
- テイルズ オブ シンフォニア THE ANIMATION 世界統合編（マーテル）

### Webアニメ
- マッツとヤンマとモブリさん -七つの秘宝と空飛ぶお城-（2031年、マッツ[18]）
- 美少女戦士セーラームーンCrystal（2014年、クイン・ベリル[19]）

### ゲーム
1994年
- クリスタルリナール -逢魔の迷宮-（アルダ）

1995年
- QUOVADIS（オペレーター）

1996年
- 殻の中の小鳥（ミュハ・レスレイ〈美華 蓮麗〉）

1998年
- サクラ大戦2 〜君、死にたもうことなかれ〜（土蜘蛛）
- バックガイナー（相田ひびき）

1999年
- 金田一少年の事件簿3 青龍伝説殺人事件（相原ふさ子）
- 火魅子伝〜恋解〜（忌瀬、魅土、回青）

2000年
- グランディアII（シレーネ）

2001年
- ICO（クイーン）
- From TV animation ONE PIECE グランドバトル!（ミス・ウェンズデー）
- From TV animation ONE PIECE とびだせ海賊団!（ネフェルタリ・ビビ）

2002年
- ZOIDS VS.シリーズ（レイカ）
- From TV animation ONE PIECE グランドバトル!2（ネフェルタリ・ビビ）
- From TV animation ONE PIECE トレジャーバトル!（ネフェルタリ・ビビ）

2003年
- テイルズ オブ シンフォニア（マーテル・ユグドラシル）
- From TV animation ONE PIECE オーシャンズドリーム!（ネフェルタリ・ビビ）
- みんなのGOLF 4（マリオン）
- ONE PIECE グランドバトル! 3（ネフェルタリ・ビビ）

2004年
- ACE COMBAT 5 THE UNSUNG WAR（ナスターシャ・ヴァシーリエヴナ・オベルタス）
- 片神名〜喪われた因果律〜（アマテラス）
- ゾイドインフィニティ（レイカ）
- フルハウスキス（桜木かお子）
- METAL GEAR SOLID 3 SNAKE EATER（エヴァ）
- ONE PIECE ランドランド!（ネフェルタリ・ビビ）

2005年
- 天外魔境III NAMIDA（火手那）
- ONE PIECE パイレーツカーニバル（ネフェルタリ・ビビ）

2006年
- ACE COMBAT ZERO THE BELKAN WAR（マルセラ・バスケス）
- 【eM】-eNCHANT arM-（クイーンオブアイス）
- METAL GEAR SOLID PORTABLE OPS（エヴァ）
- サクラ大戦1&2（土蜘蛛）

2007年
- ENCHANT ARM（クイーンオブアイス）
- テイルズ オブ ファンダム Vol.2（マーテル・ユグドラシル）
- METAL GEAR SOLID PORTABLE OPS PLUS（エヴァ）
- ONE PIECE アンリミテッドアドベンチャー（ネフェルタリ・ビビ）
- ONE PIECE ギアスピリット（ネフェルタリ・ビビ）

2009年
- ぼくのなつやすみ4 瀬戸内少年探偵団「ボクと秘密の地図」（佳代ちゃん）
- ONE PIECE アンリミテッドクルーズ エピソード2 -目覚める勇者-（ネフェルタリ・ビビ）

2010年
- 加奈 〜いもうと〜（霧原須摩子）
- トリニティ ジルオール ゼロ（セレーネ）
- METAL GEAR SOLID PEACE WALKER（EVA）
- ONE PIECE ギガントバトル!（ネフェルタリ・ビビ）

2011年
- SDガンダム GGENERATION 3D（レイアム・ボーリンネア）
- ドクターロートレックと忘却の騎士団（ミレディ）
- TROY無双（ペンテシレイア）
- ONE PIECE ギガントバトル! 2 新世界（ネフェルタリ・ビビ）
- ONE PIECE ワンピーベリーマッチW（ネフェルタリ・ビビ）

2012年
- Kinect ラッシュ: ディズニー/ピクサー アドベンチャー（ミラージュ）
- ワンピース 海賊無双（2012年 - 2020年、ネフェルタリ・ビビ） - 3作品
- ワンピース ROMANCE DAWN 冒険の夜明け（ネフェルタリ・ビビ）

2013年
- ジョジョの奇妙な冒険 オールスターバトル（ゴールド・エクスペリエンス・レクイエム）
- ディズニーインフィニティ（ミラージュ）

2014年
- 第3次スーパーロボット大戦Z 時獄篇 / 天獄篇（レイアム・ボーリンネア）
- ONE PIECE 超グランドバトルX（ネフェルタリ・ビビ）
- ONE PIECE トレジャークルーズ（ネフェルタリ・ビビ）

2015年
- ジョジョの奇妙な冒険 アイズオブヘブン（ゴールド・エクスペリエンス・レクイエム）
- スーパーロボット大戦BX（レイアム・ボーリンネア）

2016年
- スーパーロボット大戦OG ムーン・デュエラーズ（XN-L）
- バイオハザード7 レジデント イービル（ジジ・ワイスバーグ・ガロ）

2017年
- スーパーロボット大戦V（レイアム・ボーリンネア）

2018年
- レゴ インクレディブル・ファミリー（ミラージュ）
- モンスターストライク（クイン・ベリル、ネフェルタリ・ビビ）

2020年
- ペルソナ5 スクランブル ザ ファントム ストライカーズ（EMMA）
- テイルズ オブ ザ レイズ（マーテル・ユグドラシル）

2022年
- ドラゴンクエストX 天星の英雄たち オンライン（女王ディオーレ）
- ドラゴンクエストX 目覚めし五つの種族 オフライン（女王ディオーレ）

時期未定
- METAL GEAR SOLID Δ:SNAKE EATER（エヴァ）

### ドラマCD
- ヴァイスクロイツ Dramatic Precious 2nd STAGE TEARLESS DOLLS（BARのママ）
- 天は赤い河のほとり（ナキア）
- ファイアーエムブレム 黎明編/紫嵐編（タリス王妃）
- マーベラス・ツインズ（邀月宮主）
- 八雲立つ 音盤物語（戸田千夏）

### ラジオドラマ
- 電撃大賞『9S』（2006年3月、文化放送、宮根瑠璃子）
- ラジベガス年末スペシャル『ナルニア国物語 ライオンと魔女』（2005年12月26日 - 30日、ニッポン放送、白い魔女）
- 青山二丁目劇場（文化放送）
  - 三丁目の夕日 夕焼けの詩「猫の命日」（2010年8月2日、お母さん）
  - 三丁目の夕日 夕焼けの詩「下駄の一生」「幽霊修行」（2010年8月9日、お母さん）

### 吹き替え

#### 担当女優
キャメロン・ディアス
- チャーリーズ・エンジェル（ナタリー・クック）※テレビ朝日版
- チャーリーズ・エンジェル フルスロットル（ナタリー・クック）※テレビ朝日版
- バニラ・スカイ（ジュリー・ジアーニ）
- フィーリング・ミネソタ（フレディ・クレイトン）
- モネ・ゲーム（PJ・プズナウスキー）
- モンティ・パイソン ある嘘つきの物語 グレアム・チャップマン自伝（ジークムント・フロイト）

グウィネス・パルトロー
- スカイキャプテン ワールド・オブ・トゥモロー（ポリー・パーキンス）
- スライディング・ドア（ヘレン）
- リプリー（マージ・シャーウッド）※ソフト版

サラン・ジョーンズ
- 原潜ヴィジル 水面下の陰謀（エイミー・シルヴァ主任警部）
- ヴィジル2 謀略の軍事ドローン（エイミー・シルヴァ主任警部）
- ジェントルマン・ジャック 紳士と呼ばれたレディ（アン・リスター）

ティア・レオーニ
- さよなら、さよならハリウッド（エリー）
- ジュラシック・パークIII（アマンダ・カービー）
- スパングリッシュ 太陽の国から来たママのこと（デボラ・クラスキー）
- ディープ・インパクト（ジェニー・ラーナー）

マリサ・トメイ
- かぞくモメはじめました（アリス）
- 恋する遺伝子（リズ）※配信版
- Re:LIFE〜リライフ〜（ホリー・カーペンター）

#### 映画
- 愛のめぐりあい（カルメン）
- 青い夢の女（オルガ・キュブレール〈エレーヌ・ド・フジュロル〉）
- アストロ・コップ（ジーナ）
- アタック・ザ・マミー（ネクベト）
- アダム・サンドラーはビリー・マジソン/一日一善（ヴェロニカ・ヴォーン〈ブリジット・ウィルソン＝サンプラス〉）
- アバウト・シュミット（ジーニー・シュミット〈ホープ・デイヴィス〉）
- アパルーサの決闘（アリソン・フレンチ〈レネー・ゼルウィガー〉）
- 暗殺者（ジェニファー〈ケリー・ローワン〉）※テレビ朝日版
- アンディ・ラウ アルマゲドン（アデル〈ミッシェル・リー〉）
- アンディ・ラウの神鳥聖剣（ルビー）
- アンドリューNDR114（ポーシャ〈エンベス・デイヴィッツ〉）※ソフト版
- インディ・ジョーンズ/魔宮の伝説 ※テレビ朝日版
- インデペンデンス・デイ（ジャスミン〈ヴィヴィカ・A・フォックス〉）※ソフト版
  - インデペンデンス・デイ: リサージェンス
- ヴァージン・ハンド（デジ〈マリア・グラツィア・クチノッタ〉）
- ウィズアウト・ユー（クレア〈ローレン・ホリー〉）
- Vフォー・ヴェンデッタ（ヴァレリー）
- ウェディング・テーブル（ビーナ・ケップ〈リサ・クドロー〉）
- ウェディング・プランナー（フラン・ドノリー〈ブリジット・ウィルソン＝サンプラス〉）※ソフト版
- ウソツキは結婚のはじまり（デヴリン・アダムス〈ニコール・キッドマン〉）
- エア スコーピオン（ジェニファー）
- エイリアン:ロムルス[26]
- エドtv（マーシャ）
- エニグマ（クレア・ロミリー〈サフロン・バロウズ〉）
- 狼たちの街（アリソン・ポンド〈ジェニファー・コネリー〉）※ソフト版
- 奥さまは魔女（ニーナ〈ヘザー・バーンズ〉）
- 男たちの挽歌4（チリ〈チンミー・ヤウ〉）
- 俺たちに明日はない（ブランチ・バロウ〈エステル・パーソンズ〉）※追加収録部分
- カーサ・エスペランサ 〜赤ちゃんたちの家〜（スキッパー〈ダリル・ハンナ〉）
- 仮面秘書（デイドラ・ボズネル〈シーラ・ケリー〉）
- 華麗なるギャツビー（ジョーダン・ベイカー〈ロイス・チャイルズ〉）※ソフト版
- 危険な情事
- キャスパー:誕生編（シーラ・フィスターグラフ〈ロリ・ロックリン〉）
- キャプテン・ウルフ（ジュリー・プラマー〈フェイス・フォード〉）
- キューブ ゼロ（レインズ）
- 蜘蛛女（シェリー〈ジュリエット・ルイス〉）※ソフト版
- グラマー・エンジェル危機一発（タリン）
- グレイスランド（アシュリー〈ブリジット・フォンダ〉）
- グレッグのダメ日記4（スーザン・ヘフリー〈アリシア・シルヴァーストーン〉）
- クローサー（リン〈スー・チー〉）※テレビ東京版
- クローンズ（ノリーン〈アン・キューザック〉）
- 軍用列車（マリカ〈ジル・アイアランド〉）※ソフト版
- 刑事ジョー ママにお手あげ ※フジテレビ版
- コードネームはファルコン
- ゴッドファーザー（コニー・コルレオーネ〈タリア・シャイア〉）※DVD版
- ゴッドファーザー PART II（コニー・コルレオーネ〈タリア・シャイア〉）※DVD版
- サイレントヒル（ローズ〈ラダ・ミッチェル〉）
- サイレントヒル: リベレーション3D（ローズ・ダ・シルヴァ〈ラダ・ミッチェル〉）
- ザ・インタープリター（シルヴィア・ブルーム〈ニコール・キッドマン〉）
- ザ・フーリガン（リンダ〈サスキア・リーヴス〉）
- ザ・ファントム（サラ〈キャサリン・ゼタ＝ジョーンズ〉）※ソフト版
- ザ・ミラー（伯爵夫人）
- ザ・ロック（カーラ・ペスタロッツィ〈ヴァネッサ・マーシル〉）※テレビ朝日版
- サンタクロース・リターンズ! クリスマス危機一髪（マザー・ネイチャー〈アイシャ・タイラー〉）
  - ウォルト・ディズニーのサンタクローズ3/クリスマス大決戦!（マザー・ネイチャー〈アイシャ・タイラー〉）
- 詩人の大冒険（チャウヒョン〈コン・リー〉）
- ジム・キャリーはMr.ダマー（J・P・シェイ）
- ジャイアント・ベビー（コンスタンス〈レズリー・ニール〉）※日本テレビ版
- ジャック（マルケス先生〈ジェニファー・ロペス〉）※フジテレビ版
- ジュマンジ（ノラ・シェパード〈ビビ・ニューワース〉）※テレビ朝日版
- ジュラシック・レイク（カレン・ライリー〈キャリー・ゲンゼル〉）
- シルベスター・スタローン ザ・ボディガード（ジェニファー・バレット〈マデリーン・ストウ〉）
- SIN 凶気の果て（ベラ〈アリシア・コッポラ〉[27]）
- 新・猿の惑星（ジーラ〈キム・ハンター〉[28]）※追加収録部分
- スクリーム3（クリスティーン〈ケリー・ラザフォード〉）
- スターシップ・トゥルーパーズ（ディジー・フローレンス〈ディナ・メイヤー〉）※ソフト版
- スタスキー&ハッチ（ステイシー〈カルメン・エレクトラ〉）
- スチュアート・リトル（カミール・スタウト〈ジェニファー・ティリー〉）※テレビ朝日版
- ストーカー（マヤ・バーソン〈エリン・ダニエルズ〉）
- SPY/スパイ（レイナ・ボヤノフ〈ローズ・バーン〉）
- スペース カウボーイ（サラ・ホランド〈マーシャ・ゲイ・ハーデン〉）※日本テレビ版
- スリーメン&ベビー（アンジェリン）※フジテレビ版
- セシル・B/ザ・シネマ・ウォーズ（シャルドネ）
- セックス・アンド・ザ・シティ（ミランダ・ホッブス〈シンシア・ニクソン〉）
- セックス・アンド・ザ・シティ2（ミランダ・ホッブス〈シンシア・ニクソン〉）
- センダー/超誘導体
- ダイアリー 第3章 アンナの戯れ（アントネラ）
- タイガーランド
- 007 消されたライセンス（ルペ〈タリサ・ソト〉）※TBS版
- 007 トゥモロー・ネバー・ダイ（パリス・カーヴァー〈テリー・ハッチャー〉[29]）※テレビ朝日版
- 小さな贈りもの（テリー・ボヌーラ〈リンダ・フィオレンティーノ〉）
- チップス先生さようなら（キャシー〈ヴィクトリア・ハミルトン〉）
- チャーリーとチョコレート工場（バケット夫人〈ヘレナ・ボナム＝カーター〉[30]）※日本テレビ版
- チンパンジー・ジェニー（リーア・アーチボルド〈シーラ・ケリー〉）
- 沈黙の聖戦（ルル）※テレビ東京版
- 沈黙のテロリスト（クレア〈ジェイミー・プレスリー〉）
- 追跡者（マリー〈イレーヌ・ジャコブ〉）※テレビ朝日版
- デーモン・ナイト（コーデリア〈ブレンダ・バーキ〉）
- デス・サファリ サバンナの悪夢（エイミー・ニューマン〈ブリジット・モイナハン〉）
- トゥルーマン・ショー（ローレン・ガーランド / シルヴィア〈ナターシャ・マケルホーン〉）※ソフト版
- トッツィー（サンディ・レスター〈テリー・ガー〉）※ソフト版
- 隣のリッチマン（ナタリー・ヴァンダーパーク〈エイミー・ポーラー〉）
- トリガー・エフェクト（アニー・ケイ〈エリザベス・シュー〉）
- 9デイズ（スワンソン〈ブルック・スミス〉）※テレビ朝日版
- 21グラム（メアリー・リヴァース〈シャルロット・ゲンズブール〉）
- 2番目のキス（ロビン〈ケイディー・ストリックランド〉）
- N.Y.式ハッピー・セラピー（ケンドラ〈ヘザー・グラハム〉）
- ニューヨーク大地震（マリリン・ブレイク博士〈メリッサ・スー・アンダーソン〉）
- バーティカル・リミット（モニク・オーバーティン〈イザベラ・スコルプコ〉）※ソフト版
- 陪審員（アニー・レアード〈デミ・ムーア〉）※日本テレビ版
- ハイロー・カントリー（モナ・バーク〈パトリシア・アークエット〉）
- 伯爵夫人（マーサ・ミアーズ〈ティッピ・ヘドレン〉）※ソフト版
- ハットしてキャット（ママ〈ケリー・プレストン〉）
- ハッピー・フライト（クリスティーヌ〈クリスティナ・アップルゲイト〉）
- バリスティック（ヴィン〈タリサ・ソト〉）※ソフト版
- ハルク（ベティ・ロス〈ジェニファー・コネリー〉）
- ヒート（シャーリーン・シヘリス〈アシュレイ・ジャッド〉）※ソフト版
- ピクチャー・パーフェクト 彼女が彼に決めた理由（ケイト・モーズリー〈ジェニファー・アニストン〉）
- ビッグ・トラブル in NY（アリス・クラムデン〈ガブリエル・ユニオン〉）
- ビッグ・マネー（アンバー・ベルヘイヴン〈カルメン・イジョゴ〉）
- ビバリーヒルズ・ニンジャ（サリー・ジョーンズ/アリソン・ペイジ〈ニコレット・シェリダン〉）
- 評決のとき（カーラ・ブリガンス〈アシュレイ・ジャッド〉）※ソフト版
- ビルとテッドの地獄旅行（エリザベス）※テレビ東京版
- ファイアーストーム（モニカ）
- ファミリー・ゲーム/双子の天使（マーヴァ・カルプ・ジュニア）
- ファンタスティック・フォー ［超能力ユニット］（アリシア・マスターズ〈ケリー・ワシントン〉[31]）※日本テレビ版
- フェイス/オフ（イヴ・アーチャー〈ジョアン・アレン〉）※テレビ朝日新録版
- フォートレス2（イレーナ・リヴェラ）
- プルーフ・オブ・ライフ（アリス・ボーマン〈メグ・ライアン〉）
- フルメタルポイント（ロンダ・ニューカム）
- ブレアウィッチ2（トリステン・ライラー）
- ブレイド2（ニッサ〈レオノア・ヴァレラ〉）※ソフト版
- ブレンダン・フレイザー 追撃者（マリア〈エイミー・プライス＝フランシス〉）
- プロフェッショナル（ダイアン）
- ペイバック ※テレビ朝日版
- ベイブ/都会へ行く（ズーティ〈グレン・ヘドリー〉）※ソフト版
- ベガス・バケーション（ヴィッキー・ジョンソン）
- ホット・ショット（コワルスキー〈クリスティ・スワンソン〉）※テレビ朝日版
- ボルケーノ（ジェイ・コルダー[32]）※テレビ朝日版
- ホワット・ライズ・ビニース（メアリー・フューアー〈ミランダ・オットー〉）
- マイ・ジャイアント（リリアナ・ロタール〈ジョアンナ・パクラ〉）
- マップ・オブ・ザ・ワールド（テレサ・コリンズ〈ジュリアン・ムーア〉）
- ミート・ザ・ペアレンツ（デビー・バーンズ）
- Mr.ダマー2 1/2（ティファニー・ウィットフィールド〈アレクサンドラ・ウェントワース〉）
- ミステリー・ツアー（ジェニー〈ブリタニー・ダニエル〉）
- ミッション:インポッシブル（クレア・フェルプス〈エマニュエル・ベアール〉）※テレビ朝日版
- ミッション・トゥ・マーズ
- ミッドナイト・イン・パリ（アドリアナ〈マリオン・コティヤール〉）
- ミルク・マネー（フェッチ先生）
- メイフィールドの怪人たち（キャロル・ピーターソン〈キャリー・フィッシャー〉）※ソフト版
- メデューサ（グレース〈ン・ガーライ〉）
- メン・イン・ブラック2（サーリーナ〈ララ・フリン・ボイル〉）※テレビ朝日版
- モンキーボーン（ジュリー・マケルロイ〈ブリジット・フォンダ〉）
- モンスーン・ウェディング
- ヤンヤン 夏の想い出（シェリー）
- 夕陽のギャングたち（アデリータ）※ソフト版
- ユニバーサル・ソルジャーIII（グレース / GR83）
- ライアー・ハウス（ローナ〈ジーナ・ガーション〉）
- ラスト・アクション・ヒーロー（マリア・シュライヴァー）※テレビ朝日版
- ラスト・キャッスル（ロザリー・アーウィン〈ロビン・ライト〉）
- ラスト・ソング（スーザン・ブレイクリー）
- ラスト・リベンジ（ミシェル・ズベライン〈イレーヌ・ジャコブ〉）
- ラットレース（メリル・ジェニングス〈ラネイ・チャップマン〉）
- リバウンド（ジーニー・エリス）
- ルーヴルの怪人（リザ〈ソフィー・マルソー〉）
- ルディ/涙のウイニング・ラン（シェリー〈リリ・テイラー〉）
- レジェンド・オブ・ヒーロー/ロブ・ロイ（ベティ）
- レジョネア 戦場の狼たち（カトリーナ）※テレビ東京版
- レスリー・ニールセンの2001年宇宙への旅（カサンドラ・メナージュ）
- レッド・スコルピオン ※日本テレビ版
- レッド・ドラゴン/新・怒りの鉄拳（ロンの母）※ソフト版
- ロード・トゥ・パーディション（ピーター・サリヴァン〈リアム・エイケン〉）
- ロスト・マネー 偽りの報酬（アリス〈エリザベス・デビッキ〉）
- ロマンスX（マリー〈キャロリーヌ・デュセイ〉）

#### ドラマ
- I AM 私の分岐点 シーズン2 #1（ヴィクトリア〈サラン・ジョーンズ〉[33]）
- アガサ・クリスティー ミス・マープル
  - 予告殺人（ジュリア・シモンズ〈シエンナ・ギロリー〉）
  - スリーピング・マーダー（イーヴィ・バレンタイン）
  - 蒼ざめた馬（リディア・ハーズネット）
- アリー my Love（キミー）
- ER緊急救命室（マギー・ドイル〈ジョージャ・フォックス〉）
- 宇宙船レッド・ドワーフ号（コチャンスキー、カミール）
- LAX（ハーリー〈ヘザー・ロックリア〉）
- オクニョ 運命の女（チョン・ナンジョン〈パク・チュミ〉[34]）
- お騒がせ探偵!スペンサー・シスターズ #1（キャグニー）
- 合衆国崩壊の日（メアリー・ミラー）
- カリフォルニア・ドリーム（ティファニー・スミス）
- カリフォルニケーション（アリ・アンドリュース）
- CSI:ニューヨーク（ジョー・ダンヴィル〈セーラ・ウォード〉）
- シカゴ・ホープ（グラッド）※TBS版
- SCORPION/スコーピオン シーズン2 #10（オリヴィア・クロムウェル〈ソーニャ・ヴァルゲル〉）
- スペース・レンジャーズ（ロキシー・ブーン、オペレーター）
- スペース・レンジャーズ2 銀河覇王の逆襲（シュリーカ・デュエル、オペレーター）
- スペース・レンジャーズ3 流刑星からの脱出（オペレーター）
- SEX AND THE CITY（ミランダ・ホッブス〈シンシア・ニクソン〉）
  - AND JUST LIKE THAT... / セックス・アンド・ザ・シティ新章[35]
- ゾーイの超イケてるプレイリスト（ジョーン・ベネット〈ローレン・グレアム〉[36]）
- チャームド 〜魔女3姉妹〜（マンディ）
- デスパレートな妻たち（ブリー・バン・デ・カンプ〈マーシャ・クロス〉）
- デューン/砂の惑星（ジェシカ・アトレイデス〈サスキア・リーヴス〉）
- 24 -TWENTY FOUR-（ニーナ・マイヤーズ〈サラ・クラーク〉）
- ドクタークイン 大西部の女医物語（ベッキー）
- HAWAII FIVE-0（クロエ）
- ピケット・フェンス ブロック捜査メモ（キンバリー・ブロック〈ホリー・マリー・コームズ〉）
- ビバリーヒルズ青春白書（ジーナ・キンケード〈ヴァネッサ・マーシル〉）※シーズン9、10のみ
- ふたりは最高!ダーマ&グレッグ シーズン5 #22（キャロライン）
- フルハウス（司会）
- ホワイトカラー（アリーシャ・ティーガン〈サラ・ウィンター〉）
- マーサー教授の殺人事件簿 #1（シェパード）
- MAD MEN（ボビー・バレット〈メリンダ・マックグロウ〉）
- ミステリーゾーン
  - シーズン1 #21「めぐりあい」（トイレアテンダント〈ナオミ・スティーブンス〉）
  - シーズン5 #11「ある泉からの一杯」（フローラ・ゴードン〈ルタ・リー〉）
- ラ・メゾン（パール・フォスター〈アミラ・カサール〉）
- ヤングライダーズ シーズン1 #17（コリン）
- 誘拐交渉人 裏切りの陰謀（ベス・クーパー）
- 私の名前はキム・サムスン（キム・イヨン）

#### アニメ
- シュレック2
- Mr.インクレディブル（ミラージュ）
- モンスターズ・インク（フリント）
  - モンスターズ・ワーク

### 特撮
- スーパー戦隊シリーズ
  - 魔法戦隊マジレンジャー（バンキュリアの声）
    - 魔法戦隊マジレンジャー THE MOVIE インフェルシアの花嫁（バンキュリアの声）
    - 魔法戦隊マジレンジャーVSデカレンジャー（バンキュリアの声）

  - 海賊戦隊ゴーカイジャーVS宇宙刑事ギャバン THE MOVIE（バンキュリアの声）
- 仮面ライダーギーツ（2023年、邪神の声）

### 舞台
- 羽衣1011 第1回プロデュース公演『夢見る頃を過ぎなくても』
- 鈴置洋孝プロデュース『煙が目にしみる』

### ナレーション
- GOOD LOOKIN′CLUB（日本テレビ）
- ニューデザインパラダイス（フジテレビ）
- モテ♥パパ3（日本テレビ）
- 世界の果てまでイッテQ!（日本テレビ、ボイスオーバー）
- 笑殿（日本テレビ）
- 情報7days ニュースキャスター（TBS）
- オビラジR（TBS）
- ひるおび!（TBS）
- THEオークションの怪人（TBS）
- バナナ塾（東海テレビ）
- 世界の何だコレ!?ミステリー（フジテレビ）
- 世界ベスト・オブ・映像ショー（フジテレビ、ボイスオーバー）
- タモリ倶楽部（テレビ朝日）
- 『チャクラ・クリアリング-天使のやすらぎ』（ドリーン・バーチュ著、ISBN 491610997X）※CD付き書籍

### その他コンテンツ
- エンジョイライフ『動物に魅せられた人たち』（NHK-BS1、パティー・サリバン）
- 司馬遼太郎短篇傑作選（2015年1月、ラジオ大阪）
  - 『ただいま十六歳-近藤勇』を朗読。朗読担当声優（ほぼ青二勢）では唯一の女性[注 3]。

## キャラクターソング
| 発売日  | 商品名                                       | 歌                                                                                 | 楽曲                           | 備考                                      |
| 1997年  | 1997年                                       | 1997年                                                                             | 1997年                         | 1997年                                    |
| ------- | -------------------------------------------- | ---------------------------------------------------------------------------------- | ------------------------------ | ----------------------------------------- |
| 7月19日 | のりもの王国ブーブーカンカン ヒットパレード! | ビークル（渡辺美佐）、アンビ（川崎恵理子）、ドーザ（長沢直美）、ロコモ（飯島京子） | 「ともだち音頭」               | コーナードラマ『走れ!ビークルくん』関連曲 |
| 7月19日 | のりもの王国ブーブーカンカン ヒットパレード! | ビークル（渡辺美佐）、アンビ（川崎恵理子）、ドーザ（長沢直美）、ロコモ（飯島京子） | 「ほっとけないからまっしぐら」 | コーナードラマ『走れ!ビークルくん』挿入歌 |